# Joan Baptista Aliberch i Tort
Joan Baptista Aliberch i Tort (Santa Eulàlia de Riuprimer, 1874 - Santa Eulàlia de Riuprimer, 1954) va ser un poeta català.
Va fer estudis eclesiàstics a Vic i es va doctorar en teologia a Tarragona. Feu col·laboracions poètiques i periodístiques a La Renaixensa i La Veu del Montserrat, entre d'altres. A la dècada del 1920 les seves poesies religioses es publicaren en un quadern de la col·lecció Lectura Popular. Col·laborà amb la tasca de mossèn Antoni Maria Alcover, i també ajudà a promoure la pronúncia catalana del llatí mitjançant alguna publicació. Gran part de la seva obra és inèdita.